# Pseudophasma nigrovittatum
Pseudophasma nigrovittatum is een insect uit de orde Phasmatodea en de familie Pseudophasmatidae. De wetenschappelijke naam van deze soort is voor het eerst geldig gepubliceerd in 1939 door Piza.